# Trèvol de copa
El trèvol de copa (Trifolium cyathiferum) és una planta herbàcia de la família de les fabàcies.

## Descripció
Herba anual vellosa amb tiges dretes de 10 a 50 centímetres d'alçada. Tenen petites fulles trifoliades que creixen de manera alternada per la tija, cada fulla té 2 estípules a la base del llarg pecíol, que porta 3 folíols amb marges dentats. Aquests folíols naixen dels peduncles de les aixelles de fulles.
Les flors, d'unes 5 a 30, estan agrupades i col·locades dins d'un capítol. Aquest està suportat per un involucre poc lobulat, marcadament nervat i finament dentat. Els capítols són de 5 a 15 mil·límetres de llarg i més o menys de la mateixa amplada. Les petites flors són uns 2 a 5 mil·límetres de llarg i tenen simetria bilateral. El calze té d'uns 13 a 20 tubs nervats i 5 dents, el menor té 3 dents cadascú d'ells amb 2 o 3 àpexs. La corol·la pot ser blanca, crema o rosa, i és gairebé tan llarga com les puntes de les dents del calze, i consta d'un estàndard, les ales i una quilla. El fruit és una beina generalment amb 2 llavors cadascuna.

## Distribució
Aquesta espècie creix en la part occidental d'Amèrica del Nord. Com per exemple es troba a la Costa de Califòrnia en llocs com Les Muntanyes de l'Anell.